# Club de Futbol Universidad de Costa Rica
El Club de Fútbol de la Universidad de Costa Rica és un club de futbol de la ciutat de San José (Costa Rica) i que representa a la Universidad de Costa Rica. El nom oficial del club és Asociación Deportiva Filial Club Universidad de Costa Rica.

## Palmarès
- Lliga costa-riquenya de futbol:[1]
  - 1943

- Segona Divisió:[2]
  - 1972–73, 2006–07, 2012–13